# イオン湯川店
イオン湯川店（イオンゆのかわてん）は、北海道函館市湯川町に所在するイオン北海道運営の総合スーパー（GMS）である。ダイエー時代の店番号は0734。

## 概要
北海道道100号函館上磯線（産業道路）沿線に存在する。「ダイエー」名称では、ホリタ時代も含めると営業年数含めて最古の部類に入る。地上2階建て。テーオー小笠原から賃借する形で出店している。
元はホリタ（ダイエーグループ入り後、1990年に函館のボーニストアーと合併し「函館ダイエー」と改称、のちのグルメシティ北海道）が1981年に開業した店舗であった。ホリタは大規模小売店舗法（当時）の届出に際しては店舗面積10,459m2で申請したものの、審議の結果認められたのは6,000m2（開業後1年は5,500m2）となっていた。
その後も会社の変更がありダイエーブランドでの名称変更が行われ、ダイエーが運営する店舗となっていたが、2015年9月1日よりイオン北海道に運営が譲渡され、店舗ブランドもイオンとなっている。なお、函館市にはイオン及びその前身のジャスコ・ポスフールのいずれも出店していなかったため、市内にイオン系の総合スーパーが初めて登場することになった。

## 沿革
- 1967年（昭和42年） - ホリタが「ホリタショッピングプラザ湯の川」を開業。
- 1981年（昭和56年）10月 - 店舗を新築し[4]、「ホリタ ショッパーズプラザ湯川店」の名称で開業[5]。
- 1990年（平成2年）3月1日 - ホリタがボーニストアーと合併を行った関係で店舗名を「函館ダイエー湯川店」に名称変更。
- 1993年（平成3年）11月1日 - 店舗名を「北海道スーパーマーケットダイエー湯川店」に名称変更。
- 時期不明 - 店舗名を「グルメシティ湯川店」に名称変更。
- 2010年（平成22年）11月24日 - 店舗名を「ダイエー湯川店」に名称変更。
- 2015年（平成27年）9月1日 - 同店の営業権をイオン北海道に継承し店舗名を「イオン湯川店」に変更[6][7]。
- 2019年（令和元年）6月29日 - 1階食品売場やフードコートの改装し、リニューアルオープン[5]。
- 2020年（令和2年）5月29日 - 2階フロアの全面リニューアルを実施[8]。

## フロアとテナント

### フロア概要
核店舗のイオン湯川店と18の専門店で構成される。
| 階  | フロア概要                       |
| --- | -------------------------------- |
| R階 | 屋上駐車場                       |
| 2階 | 衣料品・専門店のフロア           |
| 1階 | 食料品・生活用品・専門店のフロア |

### 主なテナント
1階
- エンパイアークリーニング
- フラワー＆ガーデン カラル
- チャンスセンター（宝くじ）
- 餃子の王将 イオン湯川店（中華）
- ロッテリア（ファストフード）
- ディッパーダン（クレープ）
- 五島軒(カレー専門店)
- サザエ
- 札幌パリ
- ディッパーダン
- 美唄焼鳥　炎
- どん太鼓
- サービスカウンター
- 住まいと暮らしのフロア
- 衣料品売場

2階
- マックハウス（ファミリー）
- ASBee fam（靴）
- ダイソー（100円ショップ）
- モーリーファンタジー（アミューズメント）
- CREA Bis（クレアビズ）
- ロベリア
- ECHO 71
- アスビーファム
- メガネのプリンス
- カーサーカラー
- ヘルス＆ビューティー

※テナント情報は2025年1月時点
出店テナント全店の一覧詳細情報は公式サイト「専門店・フロアマップ」を、営業時間およびATMを設置している金融機関の詳細は公式サイトを参照。

## アクセス
北海道道100号函館上磯線（産業道路）沿線に位置している。

### 電車
- 函館市電 - 湯の川停留場（電停）から徒歩で約10分

### 自動車
- 函館新外環状道路 - 函館空港ICより約8分

### 駐車場
当施設の駐車場は、400台利用可能である。
| 施設駐車場 | 駐車台数 | 駐車可能時間 | 備考         |
| ---------- | -------- | ------------ | ------------ |
| 平面駐車場 | 400      | 不明         |              |
| 屋上駐車場 | 400      | 不明         | 高さ制限なし |

※平面駐車場と屋上駐車場での合計駐車可能台数は400台となる。